# Fokker
Fokker va ser una empresa constructora d'aeronaus neerlandesa que va operar sota diversos noms fundada per Anthony Fokker.

## Història
Als 20 anys, mentre estudiava a Alemanya, Anthony Fokker va construir el seu primer avió, el Fokker Spin i l'any 1912 va fundar la seva primera companyia, Fokker Aeroplanbau a Schwerin, Alemanya, i traslladant-se als Països Baixos l'any 1919 sota les condicions del Tractat de Versalles al haver participat en la Primera Guerra Mundial.
Durant el punt àlgid de l'empresa, entre els anys 1920 i 1930, va dominar el mercat de l'aviació civil i a finals dels anys 20 ja era el major fabricant d'avions del món. Al llarg dels anys va col·laborar amb diverses empreses aeronàutiques i va construir alguns avions sota llicència, com el Gloster Meteor, però l'any 1996 Fokker va fer fallida i les seves operacions van ser venudes als seus competidors.

## Models d'avions

### Avions per a ús civil
- Fokker Spin, avió experimental (1910)
- Fokker F.II, monoplà de transport de passatgers (1919)
- Fokker F.III, versió del F.II amb la cabina ampliada (1921)
- Fokker F.IV, avió de transport amb capacitat per a 12 passatgers (1921)
- Fokker F.V, avió de transport que podia ser configurat com a monoplà o com a biplà (1922)
- Fokker F.VII, avió de transport trimotor (1924)
- Fokker F27 Friendship, avió de línia amb turbohèlice (1955)
- Fokker F28 Fellowship, avió de passatgers amb motors de reacció (1967)

### Avions per a ús militar
- Fokker M.5, avió sesquiplà de reconeixement (1913)
- Fokker A.I, monoplà de reconeixement (1915)
- Fokker E.I, primer caça de la sèrie Eindecker (1915)
- Fokker E.II, variant del E.I amb diferent motorització (1915)
- Fokker E.III, variant del E.II amb les ales redissenyades (1915)
- Fokker E.IV, variant de l'E.III més llarg i amb motor més potent (1915)
- Fokker M.7, avió de reconeixement, desenvolupat a partir del M.5 (1915)
- Fokker M.9, avió experimental desenvolupat a partir del M.7, també anomenat K.I (1915)
- Fokker M.10, avió d'entrenament i observació (1916)
- Fokker D.II, caça monoplaça també conegut com a M.17. Va ser desenvolupat abans que el D.I (1916)
- Fokker V.1, avió de caça experimental (1916)
- Fokker D.I (1916)
- Fokker D.III (1916)
- Fokker D.IV (1916)
- Fokker D.V (1917)
- Fokker V.4, avió de caça triplà (1917)
- Fokker V.5, versió millorada del V.4 (1917)
- Fokker Dr.I, avió de caça conegut per ser el model que portava el Baró Roig (1917)
- Fokker V.8, avió de caça amb cinc ales (1917)
- Fokker D.VI (1917)
- Fokker D.VII (1918)
- Fokker PW-5 (1921)
- Fokker T.II, hidroavió bombarder (1921)
- Fokker B.I, hidroavió de reconeixement (1922)
- Fokker C.IV, biplà de reconeixement (1923)
- Fokker T.III, hidroavió bombarder (1923)
- Fokker B.II, hidroavió de reconeixement (1923)
- Fokker S.III, avió d'entrenament (1927)
- Fokker D.XXI, últim caça creat per la companyia (1935)